# Soleil couchant, pêche à la sardine, Concarneau, Opus 221 (Adagio)
Soleil couchant, pêche à la sardine, Concarneau, Opus 221 (Adagio) (Nederlands: Ondergaande zon, sardinevissers, Concarneau) is een schilderij van de neo-impressionistische Franse kunstschilder Paul Signac, geschilderd in 1891, olieverf op linnen, 65 × 81 centimeter groot. Het toont een pointillistisch geschilderd zeegezicht met een ordelijke reeks vissersbootjes. Het werk bevindt zich thans in de collectie van het Museum of Modern Art te New York. Het maakte deel uit van het legaat van society-dame Betsey Cushing Roosevelt (1908-1998), weduwe van de rijke uitgever John Hay Whitney (1904-1982).

## Context
Signac gaf zijn schilderijen vaak opus-nummers, naar analogie met de muziek. In een serie van drie werken uit 1891 gaf hij deze bovendien de muzikale ondertitels Allegro, Larghetto en Allegro Maestoso mee. Deze serie werd geschilderd in Concarneau aan de Atlantische Oceaan en kreeg als overkoepelende titel  La Mer (De zee), samen met enkele werken die hij eerder in Cassis maakte.
De theorie die parallellen ziet tussen de muziek en de schilderkunst dateert uit de tijd van de romantiek, onder andere van E.T.A. Hoffmann. Later zou ook Charles Baudelaire schrijven dat 'in kleur sprake is van harmonie, melodie en contrapunt '. De dichter Jules Laforgue, met wiens werk Signac bekend was, vergeleek in een essay over het impressionisme de schilder met een 'klavier waarop de natuur zijn muziek ten gehore brengt'. Signac verwerkte Laforgues inzichten later in zijn theoretische verhandeling D'Eugène Delacroix au neo-impressionisme (1899), maar past de principes dus al geruime tijd eerder toe.

## Afbeelding
Soleil couchant, pêche à la sardine, Concarneau, Opus 221 (Adagio) toont een aantal zorgvuldig gespreide vissersbootjes bij een ondergaande zon, als ware het noten op een notenbalk aan de horizon. De bootjes vormen daarbij Signacs visuele contrapunten. Later zou hij schrijven dat hij op deze manier de werkelijkheid wilde weergeven als picturale muziek, hetgeen in zijn ogen authentieker was dan schilderen naar de visuele waarneming. De drie Opus-werken die hij in 1891 maakte in Concarneau hebben een grote decoratieve expressie, waarbij hij streeft naar synthese en het vluchtige opoffert aan het permanente. De werkelijkheid wordt geharmoniseerd tot op zich zelf staande esthetische vormen, waarmee hij het wezenlijke van het onderwerp tot uitdrukking probeerde te brengen. De schilderijen krijgen daarmee een soort van tijdloze rust.
Signacs opus-werken, en in het bijzonder Soleil couchant, pêche à la sardine, worden wel gezien als vroege voorbeelden van het abstraheren van de werkelijkheid in de schilderkunst. De vorm wordt terug gebracht tot zijn essentie. Ze preluderen nadrukkelijk op het modernisme van de twintigste eeuw.

## Opus 219 en Opus 220

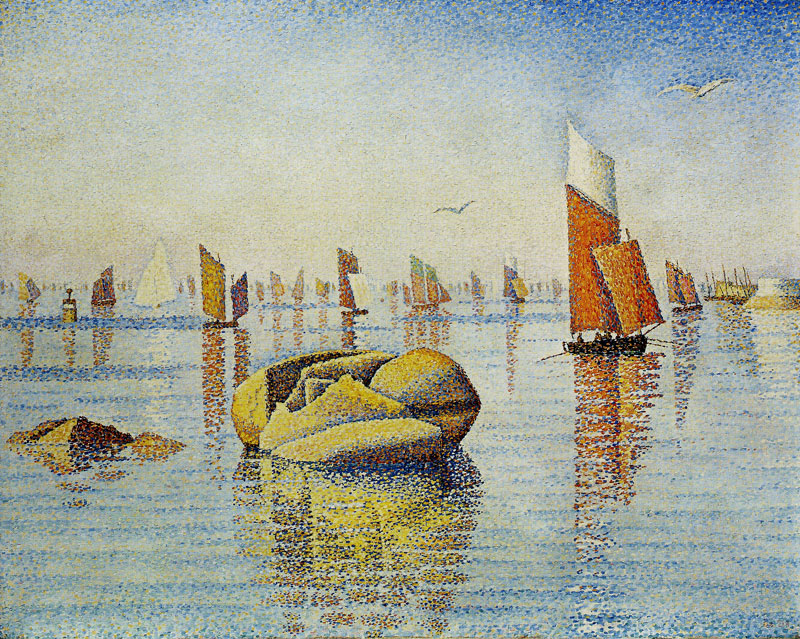
Ochtendkalmte, Concerneau Opus 219 (Larghetto)
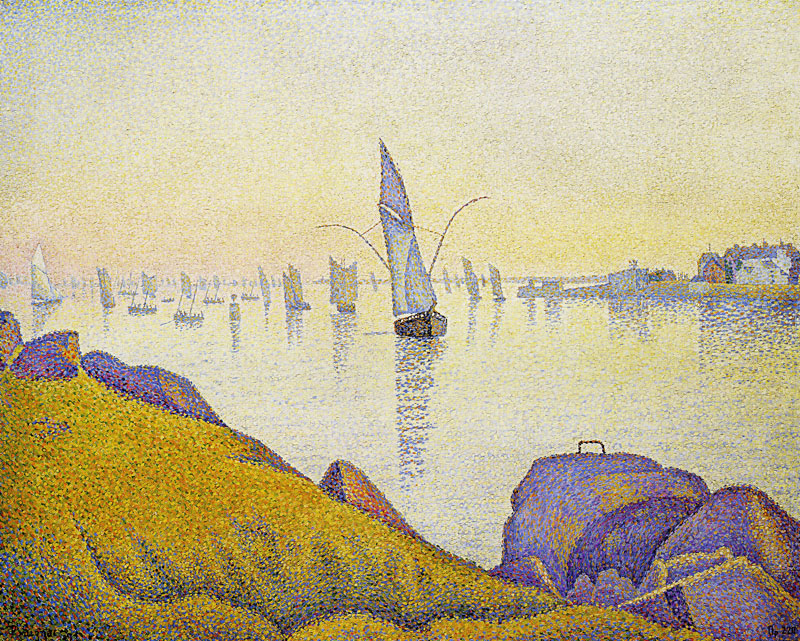
Avondkalmte, Concerneau, Opus 220 (Allegro Maestoso)